# Diocesi di Ninive
La diocesi di Ninive è una sede episcopale della Chiesa d'Oriente, storicamente documentata dalla metà del VI secolo agli inizi del IX secolo.

## Storia
La regione di Beth Nuhadra (o Ba Nuhadra), corrispondente al territorio della piana di Ninive, dette il nome ad una diocesi della Chiesa d'Oriente, attestata per la prima volta con il vescovo Isacco, presente al concilio di Seleucia-Ctesifonte nel 410. La diocesi di Ninive, separata da quella di Beth Nuhadra, è documentata verso la metà del VI secolo, nel concilio celebrato dal patriarca Giuseppe nel 544, dove prese parte il vescovo Ahudemmeh, che firmò gli atti al 15º posto tra i 18 vescovi presenti. La certezza che la regione fosse divisa in due diocesi è evidente nel concilio del 585, al quale furono presenti due vescovi distinti per Beth Nuhadra e per Ninive.
La diocesi comprendeva la parte meridionale e orientale del Beth Nuhadra; una comunità di cristiani era presente tra le rovine dell'antica Ninive già a partire dal IV secolo.
Un manoscritto scoperto a Karamlis, villaggio nei pressi di Mosul, riporta i dittici della diocesi di Ninive, con una serie di poco più di venti nomi di vescovi fino ai primi decenni del IX secolo. Alcuni di questi vescovi sono documentati anche da fonti liturgiche e da evangeliari della Chiesa d'Oriente.
Prima della conquista araba, si possono ricordare: Mar Aba, che fu presente al sinodo del 585, fu fatto prigioniero dai Bizantini e liberato attorno al 589/590; Mar Isho'Yaw I, eletto dapprima metropolita di Arbela attorno al 637 e in seguito divenne patriarca assiro, nel 649; Mar Emmeh, trasferito alla metropolia di Beth Lapat e poi eletto patriarca all'incirca tra il 644 e il 646.
Nel 637 la regione fu conquistata dagli arabi musulmani. Da questo momento la roccaforte di fronte e Ninive, ma sulla riva destra del Tigri, dove esisteva un monastero fondato attorno al 570 da Iso'yaw bar Qusré, assunse sempre più importanza diventando il centro amministrativo principale dei nuovi conquistatori, che la chiameranno al-Mawsil, oggi nota con il nome di Mosul.
Probabilmente, oltre che centro amministrativo, Mosul divenne anche il centro religioso del territorio. Infatti, in un'epoca incerta, tra il 637 e l'823/8, i vescovi di Ninive trasferirono la loro sede nel monastero di Iso'yaw bar Qusré a Mosul. I dittici di Ninive riportano altri 14 nomi dopo Emmeh, ma non è dato sapere chi tra questi effettuò realmente la traslazione della sede episcopale. Di certo tra l'823 e l'828 il patriarca Ishoʿ bar Nun trasferì il titolo metropolitano dell'Adiabene da Erbil a Mosul, che da questo momento è indubbiamente sede dei metropoliti.

## Cronotassi

### Vescovi di Ninive
- Ahudemmeh † (menzionato nel 554)
- Mosé I †
- Yazdpanah † (menzionato nel 576)
- Aba (Awa) † (prima del 585 - dopo il 589/590)
- Mari † (prima del 628 deceduto)
- Isho'Yaw I † (628 - prima del 637 eletto metropolita di Arbela)
- Emmeh † (prima del 637 - dopo il 642 eletto metropolita di Beth Lapat)

### Vescovi di Ninive-Mosul
- Sawriso †
- Sembaiteh †
- Klillso' †
- Suhalalaha †
- Mosé II † (menzionato nel 650)
- Isacco † (menzionato tra il 658 e il 680)
- Simeone † (dopo il 695 - 714 eletto metropolita di Arbela)
- Efrem † (menzionato tra il 714 e il 721)
- Narsai †
- Abramo † (deceduto tra il 741 e il 754)
- Isho'Yaw II † (tra il 741 e il 754 - 780 eletto metropolita di Arbela)
- Isosawran bar Mamai † (seconda metà dell'VIII secolo)
- Maran Zha † (menzionato prima dell'823)
- Hnaniso † (menzionato prima dell'823)